# Illa de Wiener Neustadt
L'illa de Wiener Neustadt (en rus: Остров Винер-Нёйштадт) és una illa de la Terra de Francesc Josep, Rússia, dins el subgrup de la Terra de Zichy.
Wiener Neustadt té una superfície 237 km² i es troba gairebé tota coberta per glaceres. El punt més alt de l'illa, el Pic Parnass, s'eleva fins als 620 msnm, cosa que el converteix en el punt més alt de tot l'arxipèlag de la Terra de Francesc Josep. La Terra Wilczek es troba a l'oest, al sud hi ha l'illa Heiss, a l'oest les illes Salisbury i Ziegler i al nord l'illa Greely.
Va rebre el nom de Wiener Neustadt, una ciutat situada al sud de Viena, un dels patrocinadors de l'expedició austrohongaresa al Pol Nord.